# The Thorn Birds
The Thorn Birds (Pássaros Feridos, no Brasil e em Portugal) é uma minissérie de televisão estadunidense transmitida pela ABC de 27 a 30 de março de 1983 e distribuída pela Warner Bros. Television Distribution. Estrelada por Richard Chamberlain, Rachel Ward, Barbara Stanwyck, Christopher Plummer, Jean Simmons, Richard Kiley, Bryan Brown, Mare Winningham e Philip Anglim. Foi dirigido por Daryl Duke e baseado em um romance de mesmo nome de Colleen McCullough. A série teve enorme sucesso e se tornou a segunda minissérie mais bem cotada dos Estados Unidos de todos os tempos atrás apenas de Raízes; ambas as séries foram produzidas pelo veterano da televisão David L. Wolper.
O romance foi originalmente desenvolvido como um longa-metragem com Ed Lewis anexado para produzir. Ivan Moffat escreveu um rascunho inicial do roteiro. Herbert Ross foi o primeiro diretor, e ele viu Christopher Reeve para o papel principal. Então Peter Weir foi cotado para dirigir; Robert Redford era o favorito para ser o protagonista. Eventualmente, Weir saiu para a entrada de Arthur Hiller na direção; Ryan O'Neal foi cogitado para protagonizar. Eventualmente, foi decidido transformá-lo em uma minissérie.
Embora a minissérie seja ambientada na Austrália, foi filmada nos Estados Unidos. As cenas de interior foram filmadas no sul da Califórnia e as cenas de Queensland foram filmadas na ilha havaiana de Kauai. A casa principal de Drogheda era um conjunto construído no Big Sky Ranch em Simi Valley, Califórnia.

## Trama
A história do padre Ralph de Bricassart, que passa a vida no dilema de seguir na vida religiosa ou abandoná-la e viver plenamente seu amor por Maggie, que conhece desde criança, quando ela foi morar numa fazenda na Austrália de propriedade de sua tia Mary Carson, apaixonada por Ralph. Maggie, depois de crescida, acaba se casando com Luke O'Neill, Ralph segue em sua escalada rumo ao papado, e são infelizes.

## Seleção do elenco
O ator Richard Chamberlain já era conhecido do grande público na época, graças a outra minissérie, Shogun, e ao seriado Dr. Kildare, exibido no Brasil na década de 1960 pela extinta TV Excelsior.
A personagem Mary Carson, a rica fazendeira apaixonada pelo seu protegido, o padre Ralph, foi oferecida à atriz Audrey Hepburn, que não aceitou o papel. A atriz Jane Seymour também foi considerada para o papel de Meggie Cleary.
Rachel Ward, que nasceu em 1957, interpretou a mãe da personagem vivida pela atriz Mare Winninghan nascida em 1959 e do personagem vivido pelo ator Philip Anglim, nascido em 1953. Rachel Ward conheceu seu marido Bryan Brown no set enquanto filmava a série. Brown interpreta Luke O'Neill, que se casa com a personagem de Ward, Meggie Cleary.

## Elenco
- Richard Chamberlain - Padre/Cardeal Ralph de Bricassart
- Rachel Ward - Meggie Cleary
- Sydney Penny - como a jovem Meggie
- Barbara Stanwyck - Mary Carson
- Christopher Plummer - Arcebispo de Contini-Verchese
- Jean Simmons - Fiona Cleary
- Bryan Brown - Luke O'Neill
- Mare Winningham - Justine Cleary O'Neill
- Philip Anglim - Dane Cleary O'Neill
- Brett Cullen - Bob Cleary
- Ken Howard - Rainer Hartheim
- Richard Kiley - Paddy Cleary
- Piper Laurie - Anne Mueller
- Earl Holliman - Luddie Mueller
- John Friedrich - Frank Cleary
- Stephen W. Burns - Jack Cleary
- Dwier Brown - Stuart Cleary
- Barry Corbin - Pete

## Diferenças entre o livro e a adaptação
No livro, Frank acabou retornando da prisão com ajuda da Ralph; na minissérie Fee mostra aos netos - Dane e Jussy - uma foto de Frank e diz que ele acabou morrendo na prisão. 

No livro, Meggie diz a Ralph de sua paternidade para com Dane, para forçá-lo a ajudá-la a encontrar o corpo de Dane; no filme ela não pede ajuda, e conta sobre a paternidade a Ralph somente depois que Dane é enterrado em Drogheda. 

No livro, Justine não vai para a Grécia, e deixa Dane sozinho; no filme, ela está no país, mas não está na praia com ele porque Rain apareceu.

No livro, Meggie e Luke estão contratados após uma relação sexual, no filme eles decidem se casar no borehead. 

No livro,  Cleary tem vários filhos: Frank, Bob, Jack, Hughie, Stu, Hal, Jims, e Patsy; no filme há apenas Frank, Bob, Jack, Stu, e Hal. 

No livro, Ralph tem um irmão que é criador de cavalos na Irlanda; no filme Ralph afirma que ele é o último de sua família.

## Prêmios
Pássaros Feridos ganhou quatro Globos de Ouro, nas seguintes categorias: Melhor Mini-série/Filme para TV, Melhor Ator - Mini-série/Filme para TV (Richard Chamberlain), Melhor Ator Coadjuvante - Mini-série/Filme para TV/Série de TV (Richard Kiley) e Melhor Atriz Coadjuvante - Mini-série/Filme para TV/Série de TV (Barbara Stanwyck). Recebeu ainda outras quatro indicações, nas categorias de Melhor Atriz - Mini-série/Filme para TV (Rachel Ward), Melhor Ator Coadjuvante - Mini-série/Filme para TV/Série de TV (Bryan Brown) e Melhor Atriz Coadjuvante - Mini-série/Filme para TV/Série de TV (Jean Simmons e Piper Laurie).
Ganhou cinco prêmios no Emmy, nas seguintes categorias: Melhor Atriz (Barbara Stanwyck), Melhor Ator Coadjuvante (Richard Kiley), Melhor Atriz Coadjuvante (Jean Simmons), Melhor Maquiagem e Melhor Direção de Arte. Recebeu ainda outras cinco indicações, nas categorias Melhor Ator (Richard Chamberlain), Melhor Ator Coadjuvante (Bryan Brown e Christopher Plummer), Melhor Atriz Coadjuvante (Piper Laurie) e Melhor Figurino.

## No Brasil
No Brasil, a minissérie é famosa por suas diversas apresentações no SBT desde a exibição inédita em 19 de agosto de 1985, quando foi líder de audiência na estreia, desbancando a Rede Globo, que não quis comprá-la. No IBOPE, o SBT chegava a registrar 47 pontos contra 27 da Globo enquanto Pássaros Feridos estava no ar. Para evitar novas derrotas e numa ação inesperada, a Globo esticou Jornal Nacional e Roque Santeiro, enquanto o SBT exibia uma maratona de A Pantera Cor de Rosa. Na ocasião, o SBT saiu vitorioso novamente com 41 pontos, contra 21 da Globo. A grande virada do SBT, para o então vice presidente da rede Guilherme Stoliar, foi a minissérie Pássaros Feridos, em 1985, "Na época, a Globo exibia Roque Santeiro e o Silvio começou com o marketing de assista a novela, que é boa, e depois venha ver Pássaros Feridos. Isso atraiu o mercado publicitário".
O SBT reprisou a minissérie entre 19 de março a 2 de abril de 2000, às 23h, era exibida todos os dias da semana, exceto em 26 de março, quando a emissora exibiu o Oscar 2000. Em sua reestreia, o SBT ficou com média de 15 pontos contra 23 da Globo, de 23h05 à 0h09. A última apresentação de Pássaros Feridos pelo SBT foi entre 2 e 13 de outubro de 2006, de segunda a sexta-feira, às 21h30.
A Rede Brasil de Televisão exibiu a partir de 6 de junho até 22 de junho de 2016 a minissérie, de segunda a sexta, às 20h30. A minissérie ainda foi reprisada pela mesma emissora a partir de 8 de agosto até 29 de agosto do mesmo ano, de segunda a sexta, às 20h.
Foi novamente reprisada de 05 de janeiro até 9 de março de 2019 aos sábados no horário das 18h30min, indo ao ar depois do Programa Raul Gil, ocupando o horário do BBQ Brasil: Churrasco na Brasa", esse horário que é ocupado pelo  Quem Não Viu Vai Ver e posteriormente sendo substituída pelo Programa Raul Gil por conta da mudança de horário do mesmo.
Para quem ainda não assistiu a série, desde o dia 4 de janeiro de 2021 às 17h30 ela está sendo exibida na tela da TV, no canal aberto da Rede Brasil.

Em 2023, a partir de 23/10/2023, a minissérie voltou a ser exibida pela Rede Brasil de Televisão em episódios diários de trinta minutos cada. 

## Outra série
Em 1996, foi produzida uma outra minissérie chamada Pássaros Feridos: Os Anos Ausentes e apresentada pela CBS, novamente com Chamberlain na pele do padre Ralph. Maggie agora foi interpretada pela atriz Amanda Donohoe. Esta minissérie também foi exibida no Brasil pelo SBT, em 2000, ao término de uma reprise da original.